# Resultados do Carnaval do Rio de Janeiro em 2019
Nesta página estão listados os resultados dos concursos de escolas de samba e de blocos de enredo do carnaval do Rio de Janeiro do ano de 2019. Os desfiles foram realizados entre os dias 1 e 9 de março de 2019.
Pelo segundo ano consecutivo, o prefeito Marcelo Crivella cortou 50% da verba destinada às escolas que desfilam no Sambódromo. No dia anterior ao início dos desfiles, o Ministério Público do Estado do Rio de Janeiro entrou com ação pública solicitando a interdição do Sambódromo da Marquês de Sapucaí, exigindo o laudo do Corpo dos Bombeiros para que evento fosse realizado. A Justiça liberou o Sambódromo faltando duas horas para o início dos desfiles da Série A, quando escolas e público já ocupavam o local.
Estação Primeira de Mangueira foi a campeã do Grupo Especial, conquistando seu vigésimo título na elite do carnaval. O desfile da escola apresentou uma versão crítica da História do Brasil, exaltando lideranças populares negligenciadas pela narrativa oficial e desconstruindo a imagem de figuras apontadas como "heroicas". O enredo "História pra Ninar Gente Grande" foi desenvolvido pelo carnavalesco Leandro Vieira, que conquistou seu segundo título no carnaval do Rio. De volta ao Especial, após vencer a Série A em 2018, a Unidos do Viradouro ficou com o vice-campeonato por três décimos de diferença para a Mangueira. Campeã do ano anterior, a Beija-Flor obteve um dos piores resultados de sua história, se classificando em décimo primeiro lugar. Após 41 desfiles consecutivos na elite do carnaval, a Imperatriz Leopoldinense foi rebaixada para a segunda divisão. O rebaixamento da escola chegou a ser cancelado pela LIESA, mas uma plenária geral da entidade decidiu manter o descenso. Após dois anos no Especial, o Império Serrano também foi rebaixado. A escola causou polêmica ao usar a música "O Que É, o Que É?", de Gonzaguinha, como samba-enredo de seu desfile.
Estácio de Sá foi a campeã da Série A com um desfile sobre o Panamá e o Cristo Negro de Portobelo. O enredo "A Fé Que Emerge das Águas" foi desenvolvido pelo carnavalesco Tarcisio Zanon, que conquistou seu segundo título na Série A. Acadêmicos de Vigário Geral venceu a Série B; Império da Uva foi o campeão da Série C; União de Jacarepaguá conquistou a Série D nos critérios de desempate após empatar com o Botafogo Samba Clube. Em seu desfile de estreia no carnaval, a Acadêmicos da Diversidade venceu a Série E. O grupo passou a ser administrado pela Associação Cultural Amigos do Samba. Entre os blocos de enredo, Barriga venceu o Grupo A e Cometas do Bispo foi o campeão do Grupo B.

## Grupo Especial
O desfile do Grupo Especial foi organizado pela Liga Independente das Escolas de Samba do Rio de Janeiro (LIESA) e realizado no Sambódromo da Marquês de Sapucaí, com início às 21 horas e 15 minutos dos dias 3 e 4 de março de 2019.
Ordem dos desfiles
Por causa do cancelamento do rebaixamento no carnaval de 2018, a ordem dos desfiles foi definida através de dois sorteios e com novas regras. O primeiro sorteio foi realizado na sede da LIESA, entre Unidos do Viradouro (campeã da Série A em 2018), Acadêmicos do Grande Rio e Império Serrano (últimas colocadas do Especial em 2018 e beneficiadas com o não-rebaixamento). A Liga determinou que as três escolas seriam as primeiras a desfilar. No sorteio, ficou definido que o Império abriria o desfile pelo segundo ano consecutivo; seguido da Viradouro e da Grande Rio. Décima primeira colocada do Grupo Especial em 2018, a São Clemente ficou responsável por abrir a segunda noite de desfiles. As demais escolas participaram de um segundo sorteio, realizado no dia 17 de julho de 2018 na Cidade do Samba. Primeiro foi sorteada a noite de desfile de cada escola; depois foi sorteada a ordem de apresentação de cada noite. Diferente dos anos anteriores, as escolas não foram divididas em pares e não foi permitido trocar de posição.
| Domingo (3 de março de 2019) | Segunda-feira (4 de março de 2019) |

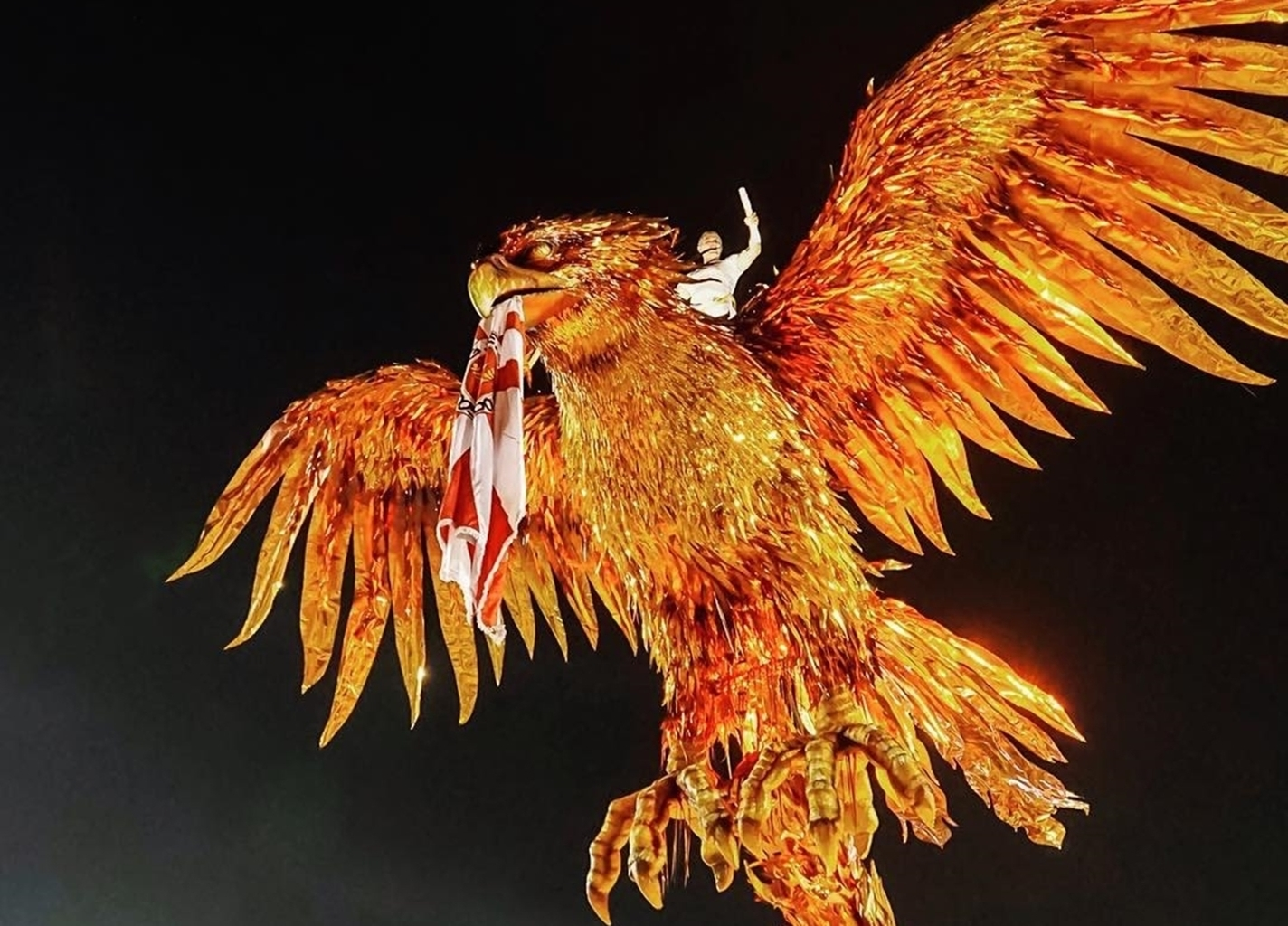
Paulo Barros em cima da fênix que encerrou o desfile da Viradouro em 2019. Escola foi a vice-campeã do Grupo Especial.

| 1. Império Serrano 2. Unidos do Viradouro 3. Acadêmicos do Grande Rio 4. Acadêmicos do Salgueiro 5. Beija-Flor de Nilópolis 6. Imperatriz Leopoldinense 7. Unidos da Tijuca | 1. São Clemente 2. Unidos de Vila Isabel 3. Portela 4. União da Ilha do Governador 5. Paraíso do Tuiuti 6. Estação Primeira de Mangueira 7. Mocidade Independente de Padre Miguel |

Quesitos e julgadores
A LIESA promoveu mudanças no julgamento do concurso:
- Todos os 54 julgadores avaliaram as escolas. Nos anos anteriores, apenas quatro julgadores por quesito eram sorteados para participar. Os que não eram sorteados, não avaliavam as agremiações.
- Dos seis julgadores de cada quesito, apenas quatro tiveram suas notas validadas. Os julgadores que tiveram suas notas lidas foram definidos através de sorteio realizado na quarta-feira de cinzas, dia 6 de março de 2019, horas antes do início da apuração do resultado. Apenas os julgadores das cabines 3 e 4 eram fixos. O julgador 1 foi sorteado entre os da cabine 1 e 2. O julgador 4 foi sorteado entre os do cabine 5 e 6. Nos anos anteriores, o sorteio dos julgadores que participariam do concurso era realizado horas antes do primeiro desfile.
- Dois novos módulos de avaliação foram criados, mas foram mantidas apenas quatro paradas para apresentação dos segmentos. Para isso, foram criadas duas cabines duplas (com dois julgadores), uma no início da avenida e outra no final.[14][15]

Foram mantidos os nove quesitos de avaliação dos anos anteriores. O módulo em que ficaria cada julgador foi definido através de sorteio realizado no domingo, dia 3 de março de 2019, poucas horas antes do início do desfile. Todos os julgadores participaram de um curso de preparação oferecido pela LIESA.
| Quesitos | Quesitos                     | Julgador 1                                    | Julgador 2                                   | Julgador 3                                 | Julgador 4                                 | Outros                                  |
| -------- | ---------------------------- | --------------------------------------------- | -------------------------------------------- | ------------------------------------------ | ------------------------------------------ | --------------------------------------- |
|          | Evolução                     | Paola Trocoli Novaes (cabine 2 - setor 3)     | Frederico Reder (cabine 3 - setor 6)         | Lucila de Beaurepaire (cabine 4 - setor 8) | Verônica Torres (cabine 6 - setor 10)      | Edilberto de Macedo Salete Lisboa       |
|          | Harmonia                     | Deborah Levy (cabine 1 - setor 3)             | Mirian Orofino Gomes (cabine 3 - setor 6)    | Célia Souto (cabine 4 - setor 8)           | Bruno Marques (cabine 5 - setor 10)        | Jardel Maia Rodrigues Samuel Araújo     |
|          | Mestre-Sala e Porta-Bandeira | Beatriz Badejo (cabine 1 - setor 3)           | Paulo Rodrigues (cabine 3 - setor 6)         | Mônica Barbosa (cabine 4 - setor 8)        | Áurea Hämmerl (cabine 5 - setor 10)        | Fabiana Nunes Gleice Ribeiro            |
|          | Alegorias e Adereços         | Walber Ângelo de Freitas (cabine 2 - setor 3) | Teresa Piva (cabine 3 - setor 6)             | Madson Oliveira (cabine 4 - setor 8)       | Mauro Senna (cabine 5 - setor 10)          | Rebeca Kaiser Soter Bentes              |
|          | Comissão de Frente           | Gustavo Paso (cabine 1 - setor 3)             | Rafaela Riveiro Ribeiro (cabine 3 - setor 6) | Raphael David (cabine 4 - setor 8)         | Paulo César Morato (cabine 6 - setor 10)   | Raffael Araujo Sérgio Henrique da Silva |
|          | Samba-Enredo                 | Felipe Trotta (cabine 2 - setor 3)            | Clayton Fábio Oliveira (cabine 3 - setor 6)  | Eri Galvão (cabine 4 - setor 8)            | Alfredo Del-Penho (cabine 5 - setor 10)    | Alice Serrano Mauro Costa Junior        |
|          | Enredo                       | Johnny Soares (cabine 2 - setor 3)            | Pérsio Gomyde Brasil (cabine 3 - setor 6)    | Artur Nunes Gomes (cabine 4 - setor 8)     | Marcelo Antonio Masô (cabine 5 - setor 10) | Luiz Antonio Araújo Marcelo Figueira    |
|          | Bateria                      | Philipe Galdino (cabine 1 - setor 3)          | Sérgio Naidin (cabine 3 - setor 6)           | Cláudio Luiz Matheus (cabine 4 - setor 8)  | Jorge Gomes (cabine 5 - setor 10)          | Ary Jayme Cohen Rafael Barros Castro    |
|          | Fantasias                    | Helenice Gomes (cabine 1 - setor 3)           | Gerson Martins (cabine 3 - setor 6)          | Paulo Paradela (cabine 4 - setor 8)        | Regina Oliva (cabine 5 - setor 10)         | Cândido Dutra de Moraes Wagner Louza    |

### Classificação

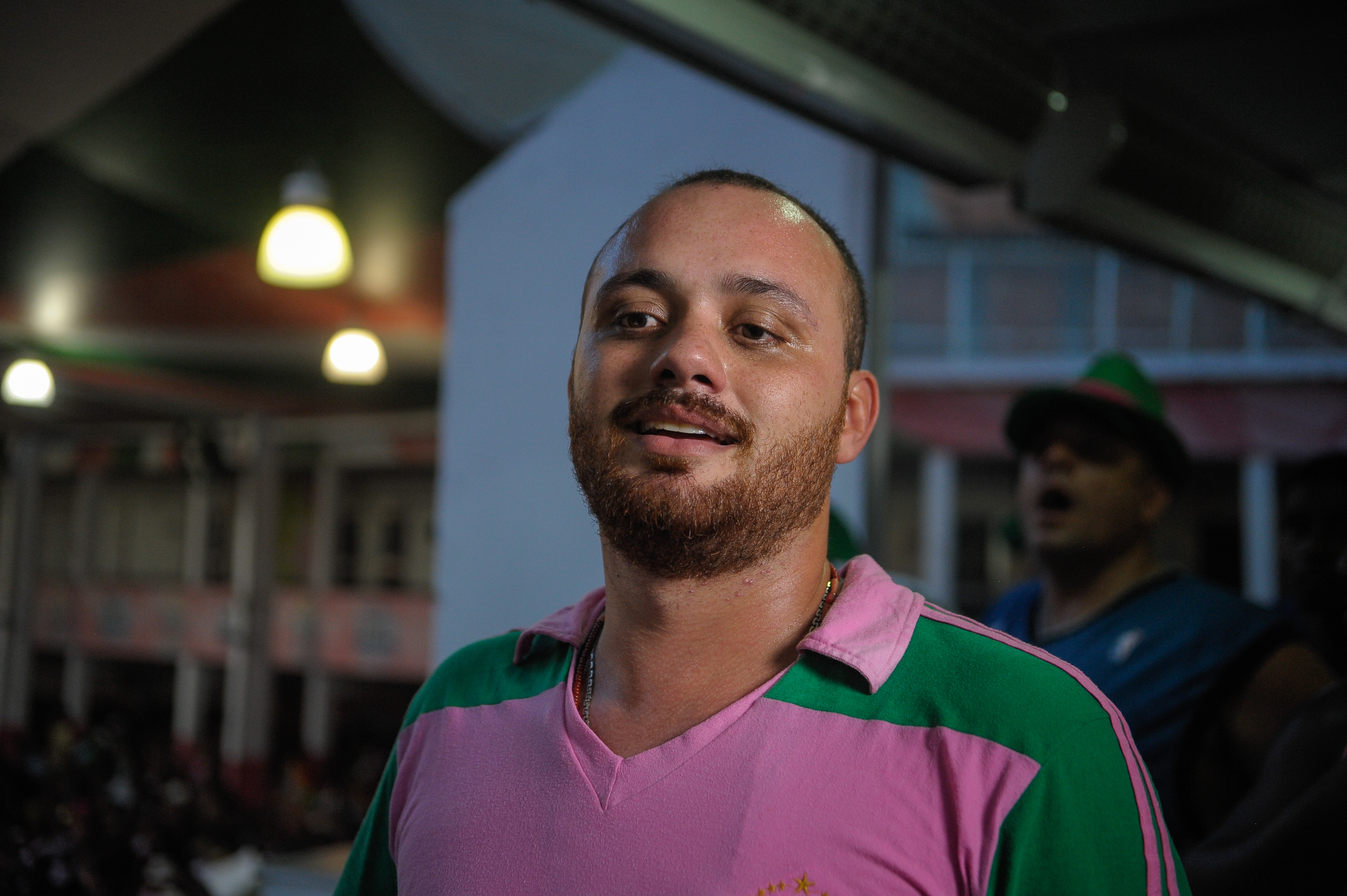
Leandro Vieira, carnavalesco da Mangueira, conquistou seu segundo título no Especial.

A Estação Primeira de Mangueira conquistou seu vigésimo título de campeã do carnaval. O desfile da escola exaltou lideranças populares negligenciadas pela narrativa oficial da História do Brasil como Chico da Matilde, Maria Felipa e Cunhambebe. Em contraponto, desconstruiu a imagem de figuras apontadas como "heroicas" como Princesa Isabel, Duque de Caxias e Pedro Álvares Cabral. Ao longo de seu desfile, a escola foi saudada pelo público com gritos de "é campeã". O enredo "História pra Ninar Gente Grande" foi desenvolvido pelo carnavalesco Leandro Vieira, que conquistou seu segundo título no carnaval do Rio. O título anterior da Mangueira foi conquistado três anos antes, em 2016, também com Leandro como carnavalesco.
Campeã da Série A no ano anterior, a Unidos do Viradouro retornou ao Grupo Especial conquistando o vice-campeonato por três décimos de diferença para a campeã. A escola realizou um desfile sobre histórias encantadas. Terceira colocada, a Unidos de Vila Isabel realizou um desfile sobre a cidade de Petrópolis. Homenageando a cantora e torcedora da escola Clara Nunes, morta em 1983, a Portela obteve o quarto lugar. Acadêmicos do Salgueiro foi o quinto colocado com um desfile sobre o orixá Xangô, padroeiro da escola. Portela e Salgueiro tiveram a mesma pontuação final. O desempate foi no quesito Fantasias. Mocidade Independente de Padre Miguel conquistou a última vaga no Desfile das Campeãs. A escola realizou um desfile sobre o tempo.
Unidos da Tijuca foi a sétima colocada com um desfile sobre o pão e um alerta contra a desigualdade social. Com um desfile sobre o Bode Ioiô, a Paraíso do Tuiuti obteve o oitavo lugar. Grande Rio foi a nona colocada com um desfile em que indicou os maus hábitos e apontou a educação como meio de transformação. Décima colocada, a União da Ilha do Governador realizou um desfile sobre o Ceará com enfoque na obra dos escritores cearenses Rachel de Queiroz e José de Alencar. Campeã do ano anterior, a Beija-Flor obteve um dos piores resultados de sua história. Décima primeira colocada, a escola promoveu uma auto-homenagem aos seus setenta anos. São Clemente obteve o décimo segundo lugar reeditando seu enredo de 1990, que questionava os rumos do carnaval. Após 41 desfiles consecutivos na elite do carnaval, a Imperatriz Leopoldinense foi rebaixada para a segunda divisão. Penúltima colocada, a escola realizou um desfile sobre a relação do Homem com o dinheiro. Assim como no ano anterior, o Império Serrano terminou em último lugar, sendo rebaixado para a Série A. A escola realizou um desfile sobre a vida, usando como samba-enredo a música "O Que É, o Que É?" de Gonzaguinha. Em uma plenária, realizada em 3 de junho de 2019, ficou decidida a manutenção da Imperatriz no Grupo Especial e o rebaixamento do Império. Cinco escolas foram contra a decisão (Beija-Flor, Mangueira, Portela, Vila Isabel e Viradouro). Oito foram a favor (Estácio de Sá, Grande Rio, Mocidade, Paraíso do Tuiuti, Salgueiro, São Clemente, União da Ilha e Unidos da Tijuca). O Ministério Público intimou a LIESA a pagar uma multa de 750 mil reais por descumprir o Termo de Ajustamento de Conduta (TAC) assinado no ano anterior a fim de evitar novas "viradas de mesa". A Liga não pagou a multa e convocou uma Assembleia Geral, com todos os sócios da entidade. A reunião ocorreu no dia 10 de julho de 2019 e definiu a manutenção do rebaixamento da Imperatriz e do Império. O resultado foi de 28 votos a favor do rebaixamento e treze contra.

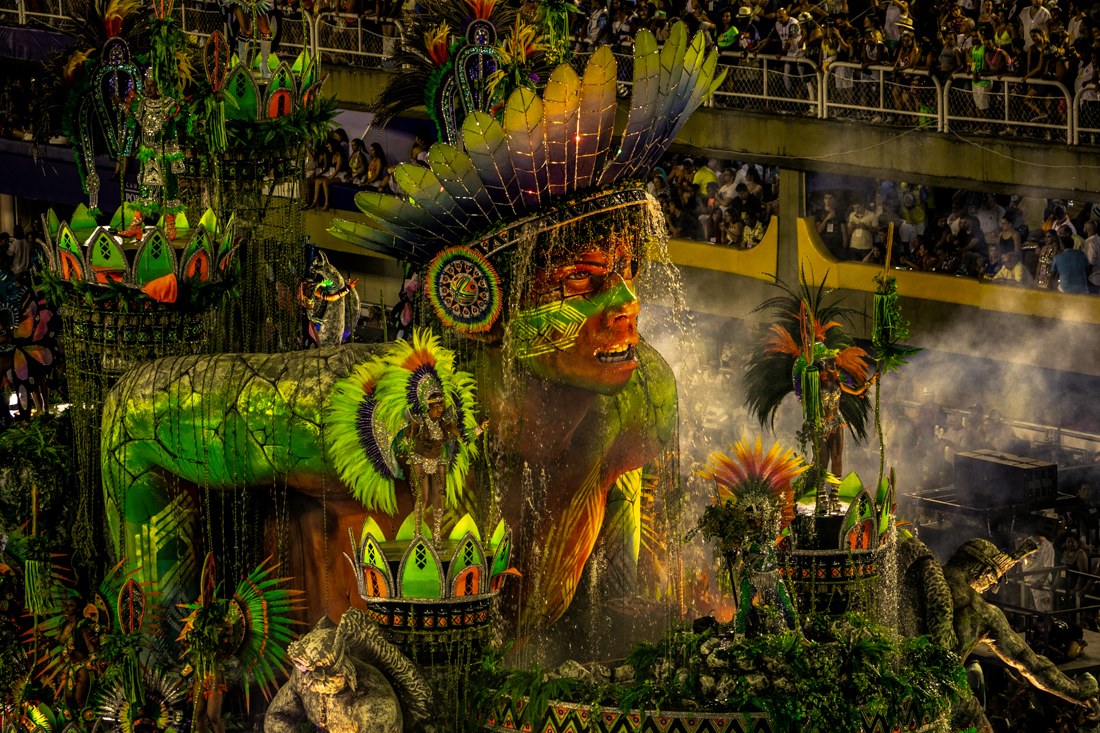
Desfile da Vila Isabel em 2019. Conjunto alegórico da escola foi o mais premiado do ano.

| Legenda: Desfile das Campeãs Rebaixadas para a Série A |

| Col. | Escola                                | Enredo                                                                      | Carnavalesco(a)                                                           | Pontos | Desempate            |
| ---- | ------------------------------------- | --------------------------------------------------------------------------- | ------------------------------------------------------------------------- | ------ | -------------------- |
| 1    | Estação Primeira de Mangueira         | História pra Ninar Gente Grande                                             | Leandro Vieira                                                            | 270    | -                    |
| 2    | Unidos do Viradouro                   | Viraviradouro!                                                              | Paulo Barros                                                              | 269,7  | -                    |
| 3    | Unidos de Vila Isabel                 | Em Nome do Pai, do Filho e dos Santos, a Vila Canta a Cidade de Pedro       | Edson Pereira                                                             | 269,4  | -                    |
| 4    | Portela                               | Na Madureira Moderníssima, Hei Sempre de Ouvir Cantar Uma Sabiá             | Rosa Magalhães                                                            | 269,3  | Fantasias (30 pts)   |
| 5    | Acadêmicos do Salgueiro               | Xangô                                                                       | Alex de Souza                                                             | 269,3  | Fantasias (29,9 pts) |
| 6    | Mocidade Independente de Padre Miguel | Eu Sou o Tempo. Tempo É Vida                                                | Alexandre Louzada                                                         | 269    | -                    |
| 7    | Unidos da Tijuca                      | Cada Macaco no Seu Galho. Ó, Meu Pai, Me Dê o Pão Que Eu Não Morro de Fome! | Laíla, Annik Salmon, Fran Sérgio, Hélcio Paim e Marcus Paulo              | 268,8  | -                    |
| 8    | Paraíso do Tuiuti                     | O Salvador da Pátria                                                        | Jack Vasconcelos                                                          | 268,5  | -                    |
| 9    | Acadêmicos do Grande Rio              | Quem Nunca…? Que Atire a Primeira Pedra                                     | Renato Lage e Márcia Lage                                                 | 267,9  | -                    |
| 10   | União da Ilha do Governador           | A Peleja Poética Entre Rachel e Alencar no Avarandado do Céu                | Severo Luzardo                                                            | 267,7  | -                    |
| 11   | Beija-Flor de Nilópolis               | Quem Não Viu, Vai Ver... As Fábulas do Beija-Flor                           | Cid Carvalho, Bianca Behrends, Victor Santos, Rodrigo Pacheco e Léo Mídia | 267,6  | -                    |
| 12   | São Clemente                          | E o Samba Sambou (Reedição do próprio enredo de 1990)                       | Jorge Silveira                                                            | 267,4  | -                    |
| 13   | Imperatriz Leopoldinense              | Me Dá Um Dinheiro Aí                                                        | Mário Monteiro e Kaká Monteiro                                            | 266,6  | -                    |
| 14   | Império Serrano                       | O Que É, o Que É?                                                           | Paulo Menezes                                                             | 263,8  | -                    |

### Premiações
- Campeã do carnaval, a Mangueira recebeu a maioria dos prêmios de melhor escola.
- A Mangueira também teve o samba-enredo e o enredo mais premiados do ano.
- Com cinco prêmios, Marcella Alves, do Salgueiro, foi a porta-bandeira mais premiada.
- Com quatro prêmios, o mestre-sala mais premiado foi Phelipe Lemos, da União da Ilha.
- A comissão de frente mais premiada foi da Vila Isabel, coreografada por Patrick Carvalho.
- Os intérpretes mais premiados do ano foram Gilsinho, da Portela, e Wantuir, da Unidos da Tijuca, com três prêmios cada. Zé Paulo, da Viradouro, recebeu dois prêmios.
- A ala de baianas da Vila Isabel foi a que mais recebeu prêmios.
- A Vila Isabel teve o conjunto de alegorias e fantasias mais premiado.
- Edson Pereira, da Vila Isabel, foi o carnavalesco que mais recebeu prêmios no ano.

| Prêmios                  | Melhor Escola    | Samba-Enredo     | Melhor Enredo      | Melhor Bateria    | Mestre-Sala e Porta-Bandeira                 | Comissão de Frente | Melhor Intérprete                              | Melhor Ala de Baianas | Ala de Passistas | Melhor Carnavalesco         | Melhor Harmonia  | Melhores Alegorias | Melhores Fantasias |
| ------------------------ | ---------------- | ---------------- | ------------------ | ----------------- | -------------------------------------------- | ------------------ | ---------------------------------------------- | --------------------- | ---------------- | --------------------------- | ---------------- | ------------------ | ------------------ |
| Estandarte de Ouro       | Mangueira        | Mangueira        | Paraíso do Tuiuti  | Grande Rio        | Phelipe (U. da Ilha) e Squel (Mangueira)     | Portela            | Gilsinho (Portela)                             | Salgueiro             | -                | -                           | -                | -                  | -                  |
| Estrela do Carnaval      | Viradouro        | Unidos da Tijuca | São Clemente       | Unidos da Tijuca  | Phelipe e Dandara (União da Ilha)            | Vila Isabel        | Gilsinho (Portela)                             | Vila Isabel           | Mangueira        | Paulo Barros (Viradouro)    | Mangueira        | Viradouro          | Vila Isabel        |
| Gato de Prata            | Mangueira        | Mangueira        | Mangueira          | Salgueiro         | Sidclei e Marcella (Salgueiro)               | União da Ilha      | Gilsinho (Portela)                             | União da Ilha         | Viradouro        | Edson Pereira (Vila Isabel) | Unidos da Tijuca | Vila Isabel        | -                  |
| Melhores do Carnaval     | Mangueira        | Mangueira        | Mangueira          | Salgueiro         | Phelipe (U. da Ilha) e Marcella (Salgueiro)  | Vila Isabel        | Emerson Dias (Salgueiro)                       | Vila Isabel           | Vila Isabel      | -                           | Salgueiro        | Vila Isabel        | Vila Isabel        |
| Prêmio 100% Carnaval     | Mangueira        | Mangueira        | Mangueira          | Paraíso do Tuiuti | Raphael (Vila Isabel) e Marcella (Salgueiro) | Mangueira          | Wantuir (Unidos da Tijuca)                     | União da Ilha         | São Clemente     | Paulo Barros (Viradouro)    | -                | Vila Isabel        | Viradouro          |
| Prêmio SRzd              | Vila Isabel      | Salgueiro        | Paraíso do Tuiuti  | Portela           | Sidclei e Marcella (Salgueiro)               | Viradouro          | M. Art'Samba (Mangueira)                       | Vila Isabel           | Mocidade         | Edson Pereira (Vila Isabel) | -                | -                  | -                  |
| S@mba-Net                | Mangueira        | Mangueira        | Tuiuti e Mangueira | Imperatriz        | Phelipe e Dandara (União da Ilha)            | Mangueira          | Wantuir (Unidos da Tijuca)                     | Mangueira             | Vila Isabel      | -                           | -                | -                  | -                  |
| Tamborim de Ouro         | Mangueira        | Salgueiro        | -                  | Mocidade          | Sidclei e Marcella (Salgueiro)               | Portela            | Zé Paulo Sierra (Viradouro) e Wantuir (Tijuca) | Paraíso do Tuiuti     | -                | -                           | -                | -                  | -                  |
| Troféu Explosão in Samba | Unidos da Tijuca | Mocidade         | -                  | -                 | -                                            | -                  | Zé Paulo Sierra (Viradouro)                    | -                     | -                | -                           | -                | -                  | -                  |
| Troféu Sambario          | Mangueira        | Mangueira        | Mangueira          | Mangueira         | Julinho (Viradouro) e Lucinha (Portela)      | Vila Isabel        | Tinga (Vila Isabel)                            | Vila Isabel           | Vila Isabel      | Edson Pereira (Vila Isabel) | -                | Vila Isabel        | São Clemente       |
| Plumas & Paetês          | -                | Mangueira        | -                  | Viradouro         | -                                            | Viradouro          | Celsinho e Grazzi (Tuiuti)                     | -                     | -                | Edson Pereira (Vila Isabel) | Mangueira        | -                  | -                  |
| Troféu Bateria           | -                | -                | -                  | Imperatriz        | -                                            | -                  | -                                              | -                     | -                | -                           | -                | -                  | -                  |

### Desfile das Campeãs
O Desfile das Campeãs foi realizado a partir da noite do sábado, dia 9 de março de 2019, no Sambódromo da Marquês de Sapucaí. As seis primeiras colocadas do Grupo Especial desfilaram seguindo a ordem inversa de classificação.
| Ordem dos desfiles |
| 1. Mocidade Independente de Padre Miguel 2. Acadêmicos do Salgueiro 3. Portela 4. Unidos de Vila Isabel 5. Unidos do Viradouro 6. Estação Primeira de Mangueira |

## Série A
O desfile da Série A (segunda divisão) foi organizado pela Liga das Escolas de Samba do Rio de Janeiro e realizado no Sambódromo da Marquês de Sapucaí, a partir das noites de 1 e 2 de março de 2019. O desfile de sexta-feira atrasou cerca de 30 minutos devido a um temporal que alagou o sambódromo, tendo início às 23 horas. O desfile de sábado teve início às 22 horas.
Ordem dos desfiles
Seguindo o regulamento do concurso, a primeira escola a desfilar na sexta-feira de carnaval foi a campeã da Série B do ano anterior (Unidos da Ponte); enquanto a primeira escola a desfilar no sábado de carnaval foi a penúltima colocada da Série A no ano anterior (Unidos de Bangu). Última colocada da Série A no ano anterior, a Acadêmicos do Sossego ficou responsável por encerrar a primeira noite. A posição de desfile das demais escolas foi definida através de sorteio realizado no dia 5 de junho de 2018, na Cidade do Samba.
| Sexta-feira (1 de março de 2019) | Sábado (2 de março de 2019) |
| 1. Unidos da Ponte 2. Alegria da Zona Sul 3. Acadêmicos da Rocinha 4. Acadêmicos de Santa Cruz 5. Unidos de Padre Miguel 6. Inocentes de Belford Roxo 7. Acadêmicos do Sossego | 1. Unidos de Bangu 2. Renascer de Jacarepaguá 3. Estácio de Sá 4. Unidos do Porto da Pedra 5. Império da Tijuca 6. Acadêmicos do Cubango |

Quesitos e julgadores

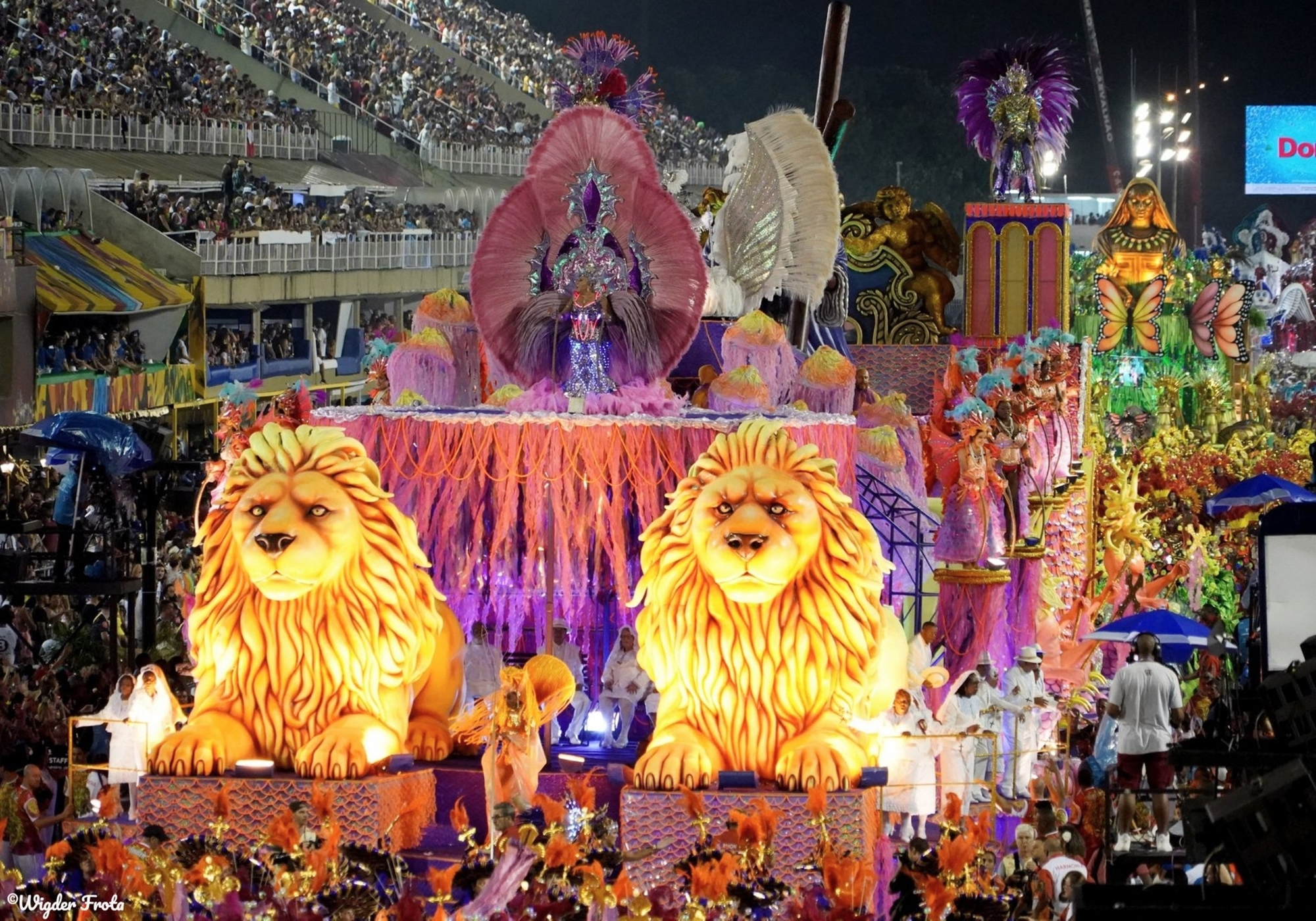
Carro abre-alas da Estácio de Sá no desfile de 2019. Escola foi a campeã da Série A.

Foram mantidos os nove quesitos de avaliação dos anos anteriores e a mesma quantidade de julgadores (quatro por quesito).
| Quesitos | Quesitos                     | Julgador 1                    | Julgador 2                                 | Julgador 3                            | Julgador 4                                   |
| Quesitos | Quesitos                     | Entre os setores 03 e 03A     | Setor 6                                    | Setor 8                               | Setor 10                                     |
| -------- | ---------------------------- | ----------------------------- | ------------------------------------------ | ------------------------------------- | -------------------------------------------- |
|          | Alegorias e Adereços         | José Antônio Rodrigues Filho  | André Pereira Dias                         | Ricardo Gomes Lopes                   | Alexandre Gonçalves                          |
|          | Mestre-Sala e Porta-Bandeira | Aline Pereira de Lima         | Andrezza Viviane Cunha                     | Vera Aragão                           | Marcia Maria Frey Leiros Girão               |
|          | Harmonia                     | Tiago Luiz dos Santos Ribeiro | Angélica Lessa                             | Luiz Eduardo Pinto da Rocha Fernandes | Ruy de Oliveira                              |
|          | Fantasias                    | Izabel Cristina Seglia Caldas | João Carlos Rodrigues Calheiros de Miranda | Gustavo Luiz dos Santos Silva         | Suely Medeiros Gerhardt                      |
|          | Enredo                       | Gilmar Oliveira da Silva      | José Maurício Paula Tavares                | André Camargo de Melo                 | Flávio Freire Xavier                         |
|          | Samba-Enredo                 | André Bonatte                 | Renato Vazquez                             | Marcos Vinicius P. Monteiro           | Sérgio Lobato                                |
|          | Evolução                     | Paulo Melgaço da Silva Junior | Malu Cotrim                                | Levi Cintra                           | Carlos Antônio Vieira Fraga                  |
|          | Comissão de Frente           | Ruidglan Barros de Souza      | Irene Orazem                               | Fábio Canejo                          | Tania Nhary                                  |
|          | Bateria                      | Nelson Nunes Pestana          | Edimar Ubirajara da Silva                  | Oscar “Bolão” Werneck                 | Luiz Carlos Teixeira de Carvalho (“Meu Bom”) |

### Classificação
Estácio de Sá foi campeã com cinco décimos de diferença para a Acadêmicos do Cubango. Foi o oitavo título da Estácio na segunda divisão. Com a vitória, a escola garantiu seu retorno ao Grupo Especial, de onde estava afastada desde 2016. A Estácio realizou um desfile sobre o Panamá e o Cristo Negro de Portobelo. O enredo "A Fé Que Emerge das Águas" foi desenvolvido pelo carnavalesco Tarcisio Zanon, que conquistou seu segundo título na Série A. A escola teve apenas uma nota abaixo da máxima, mas ela foi descartada.

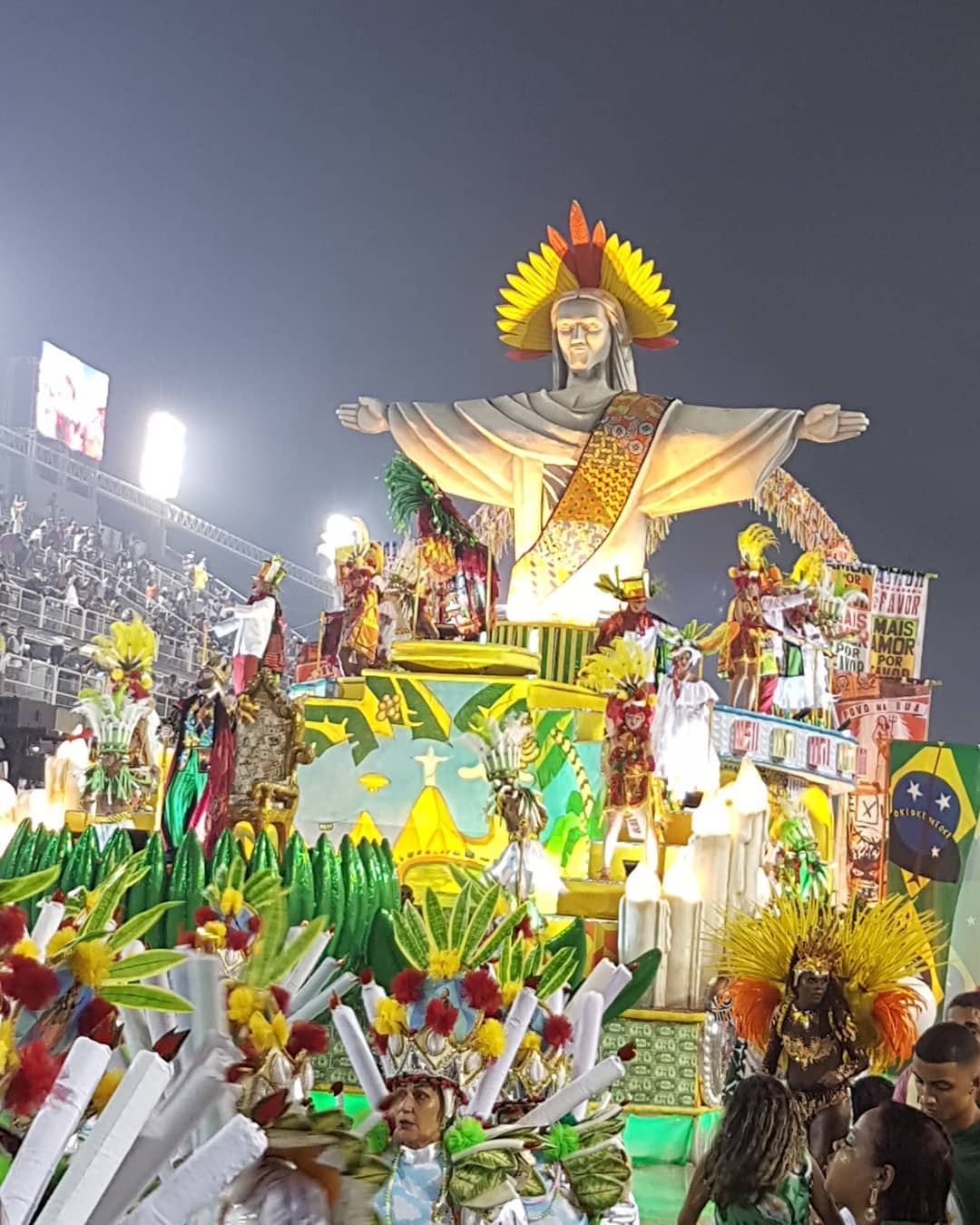
Desfile do Cubango em 2019. Escola foi a vice-campeã da Série A.

A Cubango foi vice-campeã com um desfile sobre os objetos de culto da religiosidade popular brasileira. Terceira colocada, a  Unidos do Porto da Pedra homenageou o ator Antonio Pitanga, que participou do desfile. Com um desfile sobre o café, o Império da Tijuca obteve o quarto lugar. Acadêmicos de Santa Cruz foi a quinta colocada com um desfile em homenagem à Ruth de Souza. Aos 97 anos, a atriz participou do desfile. Ruth faleceu meses depois, em julho de 2019. Sexta colocada, a Unidos de Padre Miguel realizou um desfile sobre a obra do autor Dias Gomes, morto em 1999. Com um desfile sobre a Festa de Iemanjá, realizada na praia do Rio Vermelho (Salvador - BA), a Renascer de Jacarepaguá obteve o sétimo lugar. UPM e Renascer tiveram a mesma pontuação final. O desempate foi no quesito Comissão de Frente. Unidos de Bangu foi a oitava colocada com um desfile sobre a batata. Nona colocada, a Inocentes de Belford Roxo realizou um desfile sobre histórias do cangaço envolvendo frascos. Campeã da Série B do ano anterior, a Unidos da Ponte retornou à segunda divisão reeditando seu enredo de 1984, sobre as oferendas oferecidas aos orixás, conquistando o décimo lugar. Acadêmicos da Rocinha foi a décima primeira colocada com um desfile sobre o preconceito racial. Penúltima colocada, a Acadêmicos do Sossego realizou um desfile contra a intolerância religiosa. Após sete carnavais consecutivos na Série A, a Alegria da Zona Sul foi rebaixada para a terceira divisão. Última colocada, a escola realizou um desfile sobre a Umbanda.

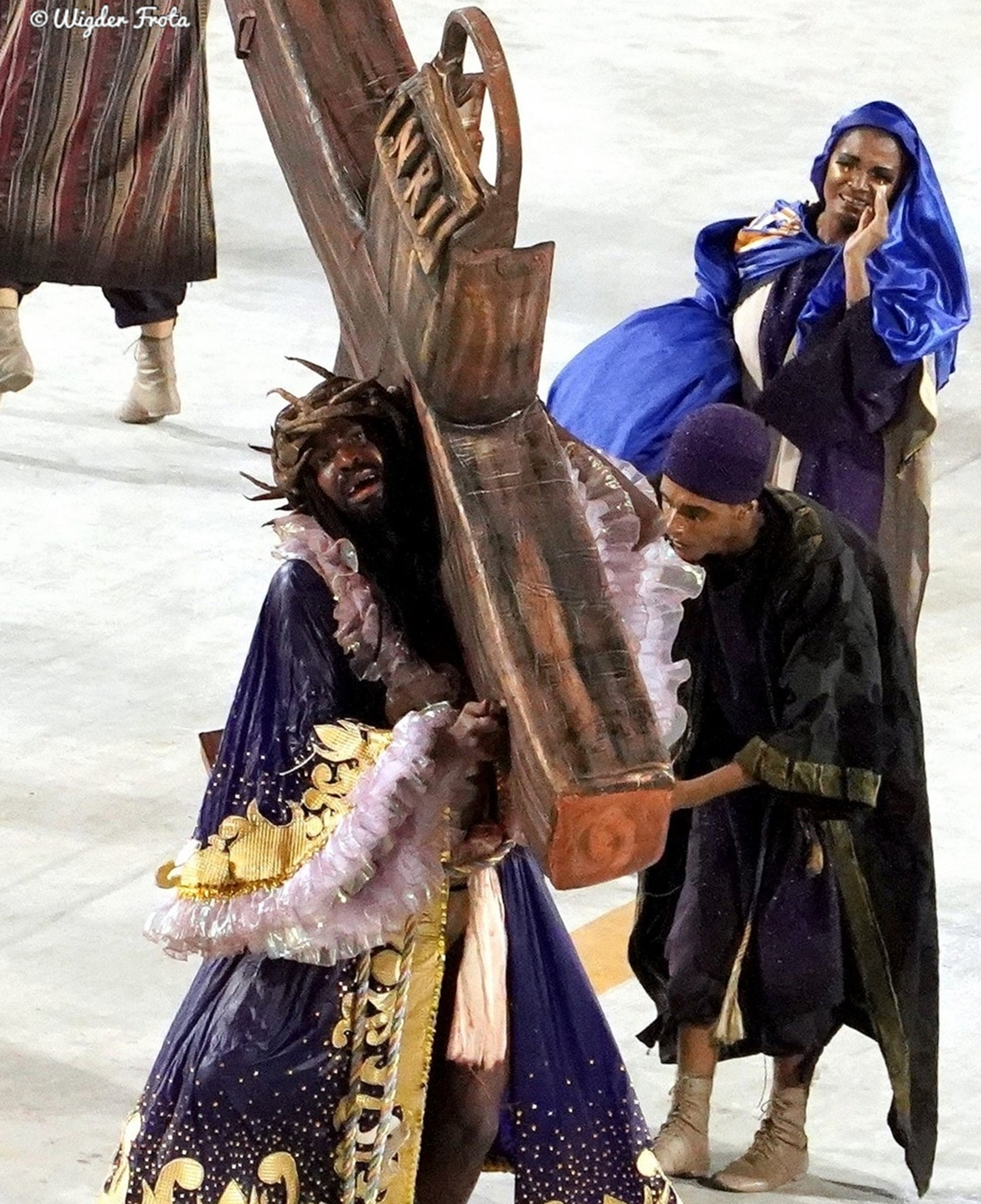
Comissão de Frente da Estácio foi a mais premiada da Série Ouro.

| Legenda: Promovida ao Grupo Especial Rebaixada para a Série B |

| Col. | Escola                    | Enredo                                                          | Carnavalesco(a)                   | Pontos | Desempate           |
| ---- | ------------------------- | --------------------------------------------------------------- | --------------------------------- | ------ | ------------------- |
| 1    | Estácio de Sá             | A Fé Que Emerge das Águas                                       | Tarcisio Zanon                    | 270    | -                   |
| 2    | Acadêmicos do Cubango     | Igbá Cubango - A Alma das Coisas e a Arte dos Milagres          | Gabriel Haddad e Leonardo Bora    | 269,5  | -                   |
| 3    | Unidos do Porto da Pedra  | Antonio Pitanga, Um Negro em Movimento                          | Jaime Cezário                     | 268,2  | -                   |
| 4    | Império da Tijuca         | Império do Café, o Vale da Esperança                            | Jorge Caribé                      | 268,1  | -                   |
| 5    | Acadêmicos de Santa Cruz  | Ruth de Souza - Senhora Liberdade, Abre as Asas Sobre Nós       | Cahê Rodrigues                    | 267,7  | -                   |
| 6    | Unidos de Padre Miguel    | Qualquer Semelhança Não Terá Sido Mera Coincidência             | João Vitor Araújo                 | 266,9  | Comissão (30 pts)   |
| 7    | Renascer de Jacarepaguá   | Dois de Fevereiro no Rio Vermelho                               | Alexandre Rangel e Raphael Torres | 266,9  | Comissão (29,7 pts) |
| 8    | Unidos de Bangu           | Do Ventre da Terra, Raízes Para o Mundo                         | Alex de Oliveira e Edson Pereira  | 266,3  | -                   |
| 9    | Inocentes de Belford Roxo | O Frasco do Bandoleiro (Baseado Num Causo Com a Boca na Botija) | Marcus Ferreira                   | 265,9  | -                   |
| 10   | Unidos da Ponte           | Oferendas (Reedição do próprio enredo de 1984)                  | Guilherme Diniz e Rodrigo Marques | 265,7  | -                   |
| 11   | Acadêmicos da Rocinha     | Bananas Para o Preconceito                                      | Júnior Pernambucano               | 265,5  | -                   |
| 12   | Acadêmicos do Sossego     | Não Se Meta Com a Minha Fé. Acredito Em Quem Quiser             | Leandro Valente                   | 265,4  | -                   |
| 13   | Alegria da Zona Sul       | Saravá, Umbanda!                                                | Marco Antônio Falleiros           | 265,3  | -                   |

### Premiações
- A vice-campeã da Série A, Cubango, recebeu cinco prêmios de melhor escola do ano.
- A campeã, Estácio de Sá, foi eleita a melhor escola por quatro premiações.
- O samba-enredo do Cubango foi o mais premiado.
- O enredo mais premiado foi do Cubango, assinado por Gabriel Haddad, Leonardo Bora e Vinícius Natal.
- A bateria da Renascer recebeu três prêmios. A bateria da Estácio de Sá foi premiada duas vezes.
- O casal de mestre-sala e porta-bandeira mais premiado foi José Roberto e Alcione, da Estácio de Sá.
- A comissão de frente da Estácio de Sá, coreografada por Ariadne Lax, recebeu quase todos os prêmios do ano, com exceção do Troféu Nota 10 que premiou a comissão da Unidos de Padre Miguel.
- Igor Vianna, da Alegria da Zona Sul, foi o intérprete que mais recebeu prêmios.
- Tarcisio Zanon (da Estácio), Gabriel Haddad e Leonardo Bora (do Cubango) dividiram os prêmios de melhor carnavalesco.
- Estácio e Cubango ainda dividiram as premiações de Ala de Baianas, Harmonia, Alegorias e Fantasias.

| Prêmios                  | Melhor Escola       | Samba-Enredo | Melhor Enredo | Melhor Bateria      | Mestre-Sala e Porta-Bandeira                  | Comissão de Frente  | Melhor Intérprete             | Melhor Ala de Baianas | Ala de Passistas    | Melhor Carnavalesco                      | Melhor Harmonia | Melhores Alegorias | Melhores Fantasias |
| ------------------------ | ------------------- | ------------ | ------------- | ------------------- | --------------------------------------------- | ------------------- | ----------------------------- | --------------------- | ------------------- | ---------------------------------------- | --------------- | ------------------ | ------------------ |
| Estandarte de Ouro       | Cubango             | Cubango      | -             | -                   | -                                             | -                   | -                             | -                     | -                   | -                                        | -               | -                  | -                  |
| Estrela do Carnaval      | Cubango             | Cubango      | -             | Estácio             | Vinícius e Jéssica (UPM)                      | Estácio             | Daniel Silva (Imp. da Tijuca) | Estácio               | -                   | -                                        | Cubango         | Estácio            | Cubango            |
| Gato de Prata            | Cubango             | Renascer     | -             | Inocentes           | José Roberto e Alcione (Estácio)              | Estácio             | Serginho do Porto (Estácio)   | Renascer              | Império da Tijuca   | Gabriel Haddad e Leonardo Bora (Cubango) |                 | -                  | -                  |
| Melhores do Carnaval     | Cubango             | Cubango      | Cubango       | Bangu               | José Roberto (Estácio) e Roberta (Santa Cruz) | Estácio             | Igor Vianna (Alegria)         | Cubango               | Império da Tijuca   | -                                        | Estácio         | Cubango            | Cubango            |
| Prêmio 100% Carnaval     | Estácio             | Santa Cruz   | Cubango       | Unidos de P. Miguel | José Roberto (Estácio) e Jéssica (UPM)        | Estácio             | Diego Nicolau (Renascer)      | Estácio               | Unidos de Bangu     | Tarcisio Zanon (Estácio)                 | -               | Estácio            | Estácio            |
| Prêmio SRzd              | Estácio             | Renascer     | Santa Cruz    | Renascer            | José Roberto e Alcione (Estácio)              | Estácio             | Daniel Silva (Imp. da Tijuca) | Cubango               | Unidos de P. Miguel | Gabriel Haddad e Leonardo Bora (Cubango) | -               | -                  | -                  |
| S@mba-Net                | Cubango             | Santa Cruz   | Cubango       | Renascer            | Rodrigo e Cintya (Porto da Pedra)             | Estácio             | Igor Vianna (Alegria)         | Cubango               | Porto da Pedra      | -                                        | -               | Cubango            | Cubango            |
| Troféu Explosão in Samba | Estácio             | Cubango      | -             | -                   | -                                             | -                   | Nino do Milênio (Inocentes)   | -                     | -                   | -                                        | -               | -                  | -                  |
| Troféu Nota 10           | Unidos de P. Miguel | Cubango      | -             | Cubango             | Mosquito e Roberta (Santa Cruz)               | Unidos de P. Miguel | Pixulé (UPM)                  | Cubango               | -                   | -                                        | -               | -                  | -                  |
| Troféu Sambario          | Estácio             | Cubango      | -             | -                   | -                                             | -                   | Igor Vianna (Alegria)         | -                     | -                   | -                                        | -               | -                  | -                  |
| Plumas & Paetês          | -                   | Santa Cruz   | -             | Estácio             | -                                             | Estácio             | Diego Nicolau (Renascer)      | -                     | -                   | Tarcisio Zanon (Estácio)                 | Estácio         | -                  | -                  |
| Troféu Bateria           | -                   | -            | -             | Renascer            | -                                             | -                   | -                             | -                     | -                   | -                                        | -               | -                  | -                  |

## Série B
O desfile da Série B (terceira divisão) foi organizado pela Liga Independente das Escolas de Samba do Brasil e realizado na Estrada Intendente Magalhães, a partir das 20 horas da terça-feira, dia 5 de março de 2019.
| Ordem dos desfiles |
| 1. Unidos de Lucas 2. Siri de Ramos 3. Lins Imperial 4. Tradição 5. União do Parque Curicica 6. Arame de Ricardo 7. Vizinha Faladeira 8. Acadêmicos do Engenho da Rainha 9. Em Cima da Hora 10. União de Maricá 11. Acadêmicos de Vigário Geral |

Quesitos e julgadores
Foram mantidos os nove quesitos de avaliação dos anos anteriores e a mesma quantidade de julgadores (quatro por quesito).
| Quesitos | Quesitos                     | Julgador 1              | Julgador 2                   | Julgador 3                     | Julgador 4              |
| -------- | ---------------------------- | ----------------------- | ---------------------------- | ------------------------------ | ----------------------- |
|          | Mestre-Sala e Porta-Bandeira | Erick Meireles          | Simone de Lima Machado Gomes | Roseli da Silva                | Mariana Nogueira        |
|          | Comissão de Frente           | Fernando Machado Gomes  | Rosamaria Pereira Rodrigues  | Fabiana Neves Rodrigues        | Alessandra Ferreira     |
|          | Fantasias                    | Maria Dalva             | Lúcio Orlando Boaventura     | Isaura Alvarez                 | Renato Costa da Silva   |
|          | Alegorias e Adereços         | Carla Mendonça          | Suelen Lúcia Ferreira        | Nair Ângela Boaventura         | Jéssica Matos           |
|          | Enredo                       | Thais da Silva Mendes   | Naiara Rodrigues             | Bárbara Passos Siqueira        | Rafael dos Santos Souza |
|          | Evolução                     | Matheus Vicente         | Ioná Pontes Batista          | Jaqueline Rodrigues dos Santos | Natália Rodrigues       |
|          | Harmonia                     | Cristina Alves dos Reis | Tina Lúcia Araújo            | Luciana Azevedo                | Neuza Léia              |
|          | Samba-Enredo                 | Tânia Cristina Vitória  | Vinícius César Machado       | Rosana Melo dos Santos         | Anderson Pereira        |
|          | Bateria                      | Anderson Souza da Silva | Paulo Vitor Esteves Viana    | Paulo Henrique da Silva        | Wallace da Silva        |

### Classificação
Acadêmicos de Vigário Geral foi campeã com dois décimos de diferença para a União do Parque Curicica. Com a vitória, Vigário Geral garantiu seu retorno à segunda divisão, de onde estava afastada desde 1999.
| Legenda: Promovida à Série A |

| Col. | Escola                          | Enredo                                                                        | Carnavalesco(a)                                                | Pontos | Desempate          |
| ---- | ------------------------------- | ----------------------------------------------------------------------------- | -------------------------------------------------------------- | ------ | ------------------ |
| 1    | Acadêmicos de Vigário Geral     | Mwene Kongo: O Reino Europeu na África que se Tornou Folclore no Brasil       | Alexandre Costa, Lino Salles e Marcus do Val                   | 269,4  | -                  |
| 2    | União do Parque Curicica        | Eu Vi Deus, Ela É Negra!                                                      | André Rodrigues, Leonam Lauro, Roberta Rosa e Wagner Gonçalves | 269,2  | -                  |
| 3    | Tradição                        | Gira, Baiana. Salve as Mães do Samba!                                         | Adenil Silva e Leandro Valente                                 | 269,1  | Bateria (29,9 pts) |
| 4    | União de Maricá                 | Nelson Gonçalves - O Autorretrato do Rei do Rádio                             | Renato Figueiredo                                              | 269,1  | Bateria (29,7 pts) |
| 5    | Em Cima da Hora                 | Orlando Baptista: o Menino e a Bola                                           | Rodrigo Almeida                                                | 268,9  | Bateria (30 pts)   |
| 6    | Lins Imperial                   | Malandro É Malandro, Bezerra É da Silva                                       | Guto Carrilho                                                  | 268,9  | Bateria (29,8 pts) |
| 7    | Acadêmicos do Engenho da Rainha | Matamba, o Sonho de Uma Rainha                                                | Leo Jesus                                                      | 268,8  | Samba (29,9 pts)   |
| 8    | Unidos de Lucas                 | Do Galo de Barcelos ao Galo de Ouro, Lucas Conta Uma História de Fé e Justiça | Cristiano Plácido e Ney Júnior                                 | 268,8  | Samba (29,6 pts)   |
| 9    | Siri de Ramos                   | A Soberana Ordem dos Barões. Os Caminhos Te Conduzem à Leopoldina             | Monica Cabull e Mateus Medeiros                                | 268,8  | Samba (30 pts)     |
| 10   | Arame de Ricardo                | O Primeiro Bailarino do Carnaval                                              | Bruno Rocha da Silva                                           | 268,8  | Samba (29,8 pts)   |
| 11   | Vizinha Faladeira               | De Catulo à Lampião, Bem-Vindos à Terra do Cão!                               | Jean Rodrigues                                                 | 268,3  | -                  |

## Série C
O desfile da Série C (quarta divisão) foi organizado pela LIESB e realizado na Estrada Intendente Magalhães, a partir das 20 horas da segunda-feira, dia 4 de março de 2019.
| Ordem dos desfiles |
| 1. Acadêmicos do Jardim Bangu 2. Passa Régua 3. Unidos da Flor da Mina do Andaraí 4. Unidos da Villa Rica 5. Difícil É o Nome 6. Arranco 7. Império da Uva 8. Sereno de Campo Grande 9. Unidos da Vila Kennedy 10. Unidos da Vila Santa Tereza 11. União do Parque Acari 12. Unidos do Cabuçu 13. Unidos do Jacarezinho |

Quesitos e julgadores
Foram mantidos os nove quesitos de avaliação dos anos anteriores e a mesma quantidade de julgadores (quatro por quesito).
| Quesitos | Quesitos                     | Julgador 1              | Julgador 2                   | Julgador 3                     | Julgador 4              |
| -------- | ---------------------------- | ----------------------- | ---------------------------- | ------------------------------ | ----------------------- |
|          | Mestre-Sala e Porta-Bandeira | Erick Meireles          | Simone de Lima Machado Gomes | Roseli da Silva                | Mariana Nogueira        |
|          | Comissão de Frente           | Fernando Machado Gomes  | Rosamaria Pereira Rodrigues  | Fabiana Neves Rodrigues        | Alessandra Ferreira     |
|          | Fantasias                    | Maria Dalva             | Lúcio Orlando Boaventura     | Isaura Alvarez                 | Renato Costa da Silva   |
|          | Alegorias e Adereços         | Carla Mendonça          | Suelen Lúcia Ferreira        | Nair Ângela Boaventura         | Jéssica Matos           |
|          | Enredo                       | Thais da Silva Mendes   | Naiara Rodrigues             | Bárbara Passos Siqueira        | Rafael dos Santos Souza |
|          | Evolução                     | Matheus Vicente         | Ioná Pontes Batista          | Jaqueline Rodrigues dos Santos | Natália Rodrigues       |
|          | Harmonia                     | Cristina Alves dos Reis | Tina Lúcia Araújo            | Luciana Azevedo                | Neuza Léia              |
|          | Samba-Enredo                 | Tânia Cristina Vitória  | Vinícius César Machado       | Rosana Melo dos Santos         | Anderson Pereira        |
|          | Bateria                      | Anderson Souza da Silva | Paulo Vitor Esteves Viana    | Paulo Henrique da Silva        | Wallace da Silva        |

### Classificação
Com um desfile sobre a Rainha Ginga, o Império da Uva foi campeão com dois décimos de diferença para a União do Parque Acari. Com a vitória, a escola garantiu sua promoção inédita à terceira divisão. Devido à reorganização dos grupos de acesso para o ano seguinte, as doze primeiras colocadas foram promovidas à terceira divisão. Apenas a Unidos do Cabuçu foi mantida no grupo para o ano seguinte.
| Legenda: Promovidas à terceira divisão |

| Col. | Escola                            | Enredo                                                                                 | Carnavalesco(a)                   | Pontos | Desempate          |
| ---- | --------------------------------- | -------------------------------------------------------------------------------------- | --------------------------------- | ------ | ------------------ |
| 1    | Império da Uva                    | Rainha Nzinga - Símbolo de Resistência Africana                                        | Marco Antônio Falleiros           | 269,5  | -                  |
| 2    | União do Parque Acari             | Um Conto de Amor no Coração da Mata Misteriosa...                                      | Eduardo Júnior e Nelson Costa     | 269,3  | -                  |
| 3    | Acadêmicos do Jardim Bangu        | De Sol a Sol Vou Levando Meu Sertão                                                    | André Araújo e Ismael Costa Silva | 269,2  | -                  |
| 4    | Unidos da Vila Santa Tereza       | Sob Um Olhar Negro: Valongo, a História de Um Cais                                     | Plínio Santtos                    | 269,1  |                    |
| 5    | Unidos da Villa Rica              | África Brasil: Sangue, Suor e Lágrimas - A Herança que nos Uniu                        | Juniel Dias                       | 268,8  |                    |
| 6    | Passa Régua                       | O Passa Régua Traz o Poder e a Justiça de Xangô                                        | Sandra Andréa                     | 268,6  | -                  |
| 7    | Difícil É o Nome                  | Théatron - A Difícil Entra em Cena e Faz da Intendente Magalhães o Seu Palco Iluminado | Jorge Bahia                       | 267,8  | -                  |
| 8    | Arranco                           | Arlindo Cruz - O Partideiro Imperiano                                                  | Júlio Cesar Farias e Luana Rios   | 267    | Bateria (30 pts)   |
| 9    | Unidos do Jacarezinho             | Nzungu - O Quilombo Negro de Resistência, Vamos Fazer Barulho de Preto na Avenida!     | Eduardo Gonçalves                 | 267    | Bateria (29,9 pts) |
| 10   | Sereno de Campo Grande            | Ser ou não Ser, Não É a Questão! Sereno É Loucura, Amor e Paixão!                      | Lucas Milato                      | 266,7  | -                  |
| 11   | Unidos da Flor da Mina do Andaraí | Floresta da Tijuca - Onde se Viu Nascer a Minha Flor                                   | Marco Aurélio Assunção            | 266,1  | -                  |
| 12   | Unidos da Vila Kennedy            | A Evolução não Para! Vamos Comunicar!                                                  | Sylvio Cunha                      | 261    | -                  |
| 13   | Unidos do Cabuçu                  | Tra-la-lá nas Ondas do Rádio                                                           | Cristiano Prado                   | 260,4  | -                  |

## Série D
O desfile da Série D (quinta divisão) foi organizado pela LIESB e realizado na Estrada Intendente Magalhães, a partir das 20 horas do domingo, dia 3 de março de 2019.
| Ordem dos desfiles |
| 1. Independente da Praça da Bandeira 2. Leão de Nova Iguaçu 3. Rosa de Ouro 4. Independentes de Olaria 5. Chatuba de Mesquita 6. Império Ricardense 7. Acadêmicos da Abolição 8. União de Jacarepaguá 9. Unidos de Cosmos 10. Vicente de Carvalho 11. Botafogo Samba Clube 12. Mocidade Unida do Santa Marta 13. Caprichosos de Pilares (Não desfilou) |

Quesitos e julgadores
Foram mantidos os nove quesitos de avaliação dos anos anteriores e a mesma quantidade de julgadores (quatro por quesito).
| Quesitos | Quesitos                     | Julgador 1              | Julgador 2                   | Julgador 3                     | Julgador 4              |
| -------- | ---------------------------- | ----------------------- | ---------------------------- | ------------------------------ | ----------------------- |
|          | Mestre-Sala e Porta-Bandeira | Erick Meireles          | Simone de Lima Machado Gomes | Roseli da Silva                | Mariana Nogueira        |
|          | Comissão de Frente           | Fernando Machado Gomes  | Rosamaria Pereira Rodrigues  | Fabiana Neves Rodrigues        | Alessandra Ferreira     |
|          | Fantasias                    | Maria Dalva             | Lúcio Orlando Boaventura     | Isaura Alvarez                 | Renato Costa da Silva   |
|          | Alegorias e Adereços         | Carla Mendonça          | Suelen Lúcia Ferreira        | Nair Ângela Boaventura         | Jéssica Matos           |
|          | Enredo                       | Thais da Silva Mendes   | Naiara Rodrigues             | Bárbara Passos Siqueira        | Rafael dos Santos Souza |
|          | Evolução                     | Matheus Vicente         | Ioná Pontes Batista          | Jaqueline Rodrigues dos Santos | Natália Rodrigues       |
|          | Harmonia                     | Cristina Alves dos Reis | Tina Lúcia Araújo            | Luciana Azevedo                | Neuza Léia              |
|          | Samba-Enredo                 | Tânia Cristina Vitória  | Vinícius César Machado       | Rosana Melo dos Santos         | Anderson Pereira        |
|          | Bateria                      | Anderson Souza da Silva | Paulo Vitor Esteves Viana    | Paulo Henrique da Silva        | Wallace da Silva        |

### Classificação
União de Jacarepaguá foi campeã nos critérios de desempate após somar a mesma pontuação final que o Botafogo Samba Clube. Com a vitória, a escola garantiu seu retorno à terceira divisão, de onde estava afastada desde 2016. Devido à reorganização dos grupos de acesso para o carnaval de 2020, as três primeiras colocadas foram promovidas à terceira divisão enquanto as sete escolas seguintes foram promovidas à quarta divisão. Últimas colocadas, Chatuba de Mesquita e Mocidade Unida do Santa Marta foram mantidas na quinta divisão. Pela segunda vez consecutiva, a Caprichosos de Pilares não desfilou. A escola deveria ser rebaixada ou mantida na mesma divisão, mas foi beneficiada pela LIESB, sendo promovida à quarta divisão.
| Legenda: Promovidas à terceira divisão Promovidas à quarta divisão |

| Col.                                  | Escola                            | Enredo                                                                         | Carnavalesco(a)                                    | Pontos | Desempate          |
| ------------------------------------- | --------------------------------- | ------------------------------------------------------------------------------ | -------------------------------------------------- | ------ | ------------------ |
| 1                                     | União de Jacarepaguá              | Africanidade                                                                   | Elvis Luiz e Jorge Caribé                          | 269,3  | Bateria (30 pts)   |
| 2                                     | Botafogo Samba Clube              | Túlio, o Glorioso                                                              | Tom Santos                                         | 269,3  | Bateria (29,9 pts) |
| 3                                     | Independentes de Olaria           | De Canto em Canto, Te Conto Um Conto                                           | Guilherme Estevão                                  | 268,7  | -                  |
| 4                                     | Acadêmicos da Abolição            | Conceição Evaristo. A "Escrevivência" Abolicionista em Versos, Poemas e Contos | Léo Torres, Raquel Faria e Vladimir Oliveira Rocha | 268,2  | -                  |
| 5                                     | Leão de Nova Iguaçu               | Alma Cabocla - Magia, Fascínio e Preservação no Coração da Amazônia            | Clébio de Freitas                                  | 268,1  | -                  |
| 6                                     | Rosa de Ouro                      | Yamandú e Jaci, o Sopro da Criação                                             | Maria do Rosário e Ruan Morais                     | 267,8  | -                  |
| 7                                     | Independente da Praça da Bandeira | Linear Histórico na Africanidade Meritiense                                    | Ricardo Paulino e Walter Guilherme                 | 267,6  | -                  |
| 8                                     | Vicente de Carvalho               | Vicente de Carvalho Traz o Poder da Cura e a Fé de Uma Nação                   | Humberto Pinto                                     | 267,4  | -                  |
| 9                                     | Império Ricardense                | AMA - O Brado das Amazonas                                                     | Arilton Smith, Fábio Giampietro e Gabriel Mello    | 267,2  | -                  |
| 10                                    | Unidos de Cosmos                  | O Nordeste Que Ninguém Viu: do Gelo Emergiu o Tesouro do Brasil                | Alex Porfírio                                      | 266,7  | -                  |
| 11                                    | Chatuba de Mesquita               | A Mística Magia dos Contos Infantis                                            | Carlos Cavallieri e Sérgio Falcão                  | 266,1  | -                  |
| 12                                    | Mocidade Unida do Santa Marta     | Dona Marta É Superstar no País Onde a Carne Mais Barata É a Carne Negra        | Eduardo Gonçalves                                  | 262,9  | -                  |
| Caprichosos de Pilares (Não desfilou) |                                   |                                                                                |                                                    |        |                    |

## Série E
O desfile da Série E (sexta divisão) foi realizado na Estrada Intendente Magalhães, a partir das 18 horas do sábado, dia 9 de março de 2019. O desfile foi organizado pela Associação Cultural Amigos do Samba (ACAS), entidade criada para gerir o grupo. A ordem dos desfiles foi definida através de sorteio realizado no dia 8 de dezembro de 2018, na quadra da Difícil É o Nome.
| Ordem dos desfiles |
| 1. Feitiço do Rio 2. Unidos da Barra da Tijuca 3. Acadêmicos da Diversidade 4. Imperadores Rubro-Negros 5. Mocidade Independente de Inhaúma (Não desfilou) 6. Guerreiros de Jacarepaguá 7. Mocidade Unida da Cidade de Deus 8. Alegria do Vilar 9. Arrastão de Cascadura 10. Unidos de Queimados 11. União de Campo Grande 12. Unidos de Manguinhos 13. Delírio da Zona Oeste 14. Coroado de Jacarepaguá 15. Acadêmicos do Dendê |

Quesitos e julgadores
Foram mantidos os nove quesitos de avaliação dos anos anteriores e a mesma quantidade de julgadores (dois por quesito).
| Quesitos | Quesitos                     | Julgador 1              | Julgador 2                     |
| -------- | ---------------------------- | ----------------------- | ------------------------------ |
|          | Mestre-Sala e Porta-Bandeira | Erick Meireles          | Simone de Lima Machado Gomes   |
|          | Comissão de Frente           | Fernando Antônio        | Fabiana Neves Rodrigues        |
|          | Fantasias                    | Maria Dalva Melini      | Renato Costa da Silva          |
|          | Alegorias e Adereços         | Carla Maria Mendonça    | Suelen Lúcia Ferreira          |
|          | Enredo                       | Thais da Silva Mendes   | Bárbara Passos Siqueira        |
|          | Evolução                     | Matheus Vicente         | Jaqueline Rodrigues dos Santos |
|          | Harmonia                     | Cristina Alves dos Reis | Luciana Azevedo                |
|          | Samba-Enredo                 | Rosana Melo dos Santos  | Tânia Cristina Vitória         |
|          | Bateria                      | Wallace da Silva        | Anderson Souza da Silva        |

### Classificação
Em seu desfile de estreia no carnaval, a Acadêmicos da Diversidade foi campeã da Série E com dois décimos de diferença para a Unidos de Manguinhos. Devido à reorganização dos grupos de acesso para o carnaval de 2020, as três primeiras colocadas foram promovidas à quarta divisão enquanto as sete escolas seguintes foram promovidas à quinta divisão. Últimas colocadas, Delírio da Zona Oeste, União de Campo Grande, Unidos de Queimados e Guerreiros de Jacarepaguá foram suspensas de desfilar no ano seguinte.
| Legenda: Promovidas à quarta divisão Promovidas à quinta divisão Suspensas de desfilar |

| Col.                                            | Escola                           | Enredo                                                                             | Carnavalesco(a)                                | Pontos | Desempate           |
| ----------------------------------------------- | -------------------------------- | ---------------------------------------------------------------------------------- | ---------------------------------------------- | ------ | ------------------- |
| 1                                               | Acadêmicos da Diversidade        | Vovó Catarina das Almas, Cura e Caridade. A História da Cura por Negros no Brasil  | André Araújo e Ismael Costa Silva              | 179,8  | -                   |
| 2                                               | Unidos de Manguinhos             | Carnevale                                                                          | Diângelo Fernandes                             | 179,6  | Bateria (20 pts)    |
| 3                                               | Imperadores Rubro-Negros         | Paixão Pelo Clube, Amor Pelo Samba: Uma História de Futebol e Carnaval             | Guilherme Diniz e Rodrigo Marques              | 179,6  | Bateria (19,9 pts)  |
| 4                                               | Unidos da Barra da Tijuca        | Eu Não Sei Se Você É, mas Eu Sei Que Eu Sou, Barra da Tijuca, Meu Amor!            | Marco Aramha e Marcyo de Olliveira             | 179,5  | -                   |
| 5                                               | Feitiço do Rio                   | Do Sagrado ao Profano, Tem Batuque na Pedra do Sal                                 | Elídio Fernandes Júnior e Daniel Sobral Barros | 179,1  | -                   |
| 6                                               | Arrastão de Cascadura            | Casca d’Ouro                                                                       | Sandro Gomes                                   | 179    | -                   |
| 7                                               | Alegria do Vilar                 | Opará: Por Onde Passo Te Banho de Cultura!                                         | Ricardo Paulino                                | 178,5  | -                   |
| 8                                               | Mocidade Unida da Cidade de Deus | Quilombo dos Palmares, Um Paraíso Negro                                            | Gheorge Giordano                               | 178,4  | -                   |
| 9                                               | Coroado de Jacarepaguá           | O Gigante Reino dos Pequenos                                                       | Yan Lukas                                      | 178,3  | Bateria (19,9 pts)  |
| 10                                              | Acadêmicos do Dendê              | Mburukujá - "…E Por Falar em Paixão!…"                                             | Guilherme Alexandre                            | 178,3  | Bateria (19,7 pts)  |
| 11                                              | Delírio da Zona Oeste            | Delirando com as Lendas e Mistérios da Amazônia                                    | Windson Ramos                                  | 177,6  | -                   |
| 12                                              | União de Campo Grande            | Uma Viagem com o Povo pelo Comércio e Indústria, que Fazem Desse Bairro um Exemplo | Reinalto Silveira                              | 176,5  | -                   |
| 13                                              | Unidos de Queimados              | Queimados - O Aroma do Progresso                                                   | Max Braga                                      | 176,2  | Harmonia (19,9 pts) |
| 14                                              | Guerreiros de Jacarepaguá        | Cid Carvalho: Guerreiro Que É Guerreiro Não Foge à Luta                            | Juninho Fala Sério                             | 176,2  | Harmonia (19,8 pts) |
| Mocidade Independente de Inhaúma (Não desfilou) |                                  |                                                                                    |                                                |        |                     |

## Escolas mirins
O desfile das escolas mirins foi organizado pela Associação das Escolas de Samba Mirins do Rio de Janeiro (AESM-Rio) e realizado no Sambódromo da Marquês de Sapucaí, a partir das 18 horas da terça-feira, dia 5 de março de 2019. As escolas mirins não são julgadas.
| Ordem dos desfiles | Escola                                 | Enredo |
| ------------------ | -------------------------------------- | --- |
| 1                  | Mangueira do Amanhã                    | Vamos Brincar os 90 Anos de Carnaval                                                                              |
| 2                  | Corações Unidos do Ciep                | De Canto em Canto o Brasil Dá o Tom…                                                                              |
| 3                  | Infantes do Lins                       | A Magia da Dança, Uma das Mais Antigas Artes Populares                                                            |
| 4                  | Filhos da Águia                        | Lan - O Cariocaturista                                                                                            |
| 5                  | Pimpolhos da Grande Rio                | Carnaval das Crianças Brasileiras de Heitor Villa Lobos                                                           |
| 6                  | Ainda Existem Crianças na Vila Kennedy | Amizade, Identidade e Divindade. No Cenário de Nossa Senhora de Fátima                                            |
| 7                  | Tijuquinha do Borel                    | Eu Sou Quem Sou, mas Posso Ser Quem Eu Quiser: Do Mundo do Faz-de-conta à Arte de Representar                     |
| 8                  | Miúda da Cabuçu                        | Lucinha Araújo - Codinome Beija-Flor                                                                              |
| 9                  | Império do Futuro                      | Eu Sou o Samba, Ontem, Hoje e Amanhã!                                                                             |
| 10                 | Inocentes da Caprichosos               | Roda Gira, Gira a Roda, Caprichosamente a Girar. É a Inocentes Brincando nas Voltas que o Mundo Dá                |
| 11                 | Estrelinha da Mocidade                 | A Estrelinha Vem Cantar, Dançar e Brincar no Folclore Popular                                                     |
| 12                 | Aprendizes do Salgueiro                | Salgueirar Vem de Criança! 30 Anos de Aprendizes do Acadêmicos do Salgueiro                                       |
| 13                 | Nova Geração do Estácio de Sá          | De Vai Quem Quer à Estácio de Sá, a Nova Geração Vem Homenagear Onadir da Silva Meira (Dorico), o Eterno Malandro |
| 14                 | Petizes da Penha                       | A Divina Comédia Nordestina                                                                                       |
| 15                 | Golfinhos do Rio de Janeiro            | Gato de Botas |
| 16                 | Herdeiros da Vila                      | Vila Canta o Celeiro do Mundo, Bota Água no Feijão que Chegou Mais Um (Reedição do enredo de 2013 da Vila Isabel) |

## Blocos de enredo
Os desfiles foram organizados pela Federação dos Blocos Carnavalescos do Estado do Rio de Janeiro (FBCERJ).

### Grupo A
O desfile foi realizado a partir das 20 horas do sábado, dia 2 de março de 2019, na Avenida República do Chile.
| Ordem dos desfiles |
| 1. Mocidade Unida da Mineira 2. Acadêmicos do Vidigal 3. Bloco do Barriga 4. Bloco do China 5. Flor da Primavera 6. União da Ponte 7. Império do Gramacho 8. Novo Horizonte 9. Grilo de Bangu 10. Unidos do Alto da Boa Vista |

#### Classificação
Bloco do Barriga foi o campeão.
| Col. | Bloco                       | Enredo                                      | Carnavalesco(a)                                                                     | Pontos | Quesito de Desempate |
| ---- | --------------------------- | ------------------------------------------- | ----------------------------------------------------------------------------------- | ------ | -------------------- |
| 1    | Bloco do Barriga            | Da Cor do Pecado                            | Raphael Ladeira                                                                     | 184,5  | -                    |
| 2    | Flor da Primavera           | O Poder Que Vem da Floresta                 | Fabiano Ferraro                                                                     | 183,5  | Evolução (19 pts)    |
| 3    | Novo Horizonte              | O "Fervo" que Contagia: É Frevo! É Alegria! | Sylvio Cielo e Halisson Paulo                                                       | 183,5  | Evolução (18,5 pts)  |
| 4    | Grilo de Bangu              | Ijo Dudu: A Dança Afro-Brasileira           | Luiz Macedo                                                                         | 182,5  | -                    |
| 5    | União da Ponte              | Canto das Três Raças Brasileiras            | Reinalto Silveira                                                                   | 181,5  | -                    |
| 6    | Acadêmicos do Vidigal       | Ilê-Ifé                                     | Junior O'Hara                                                                       | 180,5  | -                    |
| 7    | Bloco do China              | Alegria de Uma Cultura Negra                | Maria da Paz Jesus do Nascimento, Regilene Costa Dias e Lucinete da Silva Gonçalves | 179,5  | -                    |
| 8    | Império do Gramacho         | O Samba em Noite de Gala                    | Jorge Luís, José Márcio “Jacaré” e Cid Souza                                        | 178,5  | -                    |
| 9    | Mocidade Unida da Mineira   | Sabor à Mineira                             | Marcelo Alexandre                                                                   | 178    | -                    |
| 10   | Unidos do Alto da Boa Vista | Colorido da Saudade                         | Luan Vieira e Jussara Barbosa                                                       | 170,5  | -                    |

### Grupo B
O desfile foi realizado a partir das 20 horas do sábado, dia 2 de março de 2019, na Estrada Intendente Magalhães.
| Ordem dos desfiles |
| 1. Esperança de Nova Campina 2. Raízes da Tijuca 3. Vai Barrar? Nunca! 4. Oba-Oba do Recreio 5. Cometas do Bispo 6. Mocidade Unida de Manguariba 7. Tradição Barreirense de Mesquita 8. Unidos da Laureano 9. Canários das Laranjeiras |

#### Classificação
Cometas do Bispo foi o campeão sendo promovido ao Grupo A. Mocidade Unida de Manguariba foi desclassificado por desfilar com menos de 50% da quantidade mínima de componentes exigida por regulamento.
| Legenda: Promovido ao Grupo A |

| Col. | Bloco                            | Enredo                                                                                          | Carnavalesco(a)                                                               | Pontos                     |
| ---- | -------------------------------- | ----------------------------------------------------------------------------------------------- | ----------------------------------------------------------------------------- | -------------------------- |
| 1    | Cometas do Bispo                 | Negra Guerreira Pérola Mulher                                                                   | Oziene Furttado                                                               | 182                        |
| 2    | Raízes da Tijuca                 | O Poder Ancestral Feminino                                                                      | André Tabuquine                                                               | 180,5                      |
| 3    | Vai Barrar? Nunca!               | Bairro da Penha, 100 Anos... Sim, Você É o Show!                                                | Jairo Gama                                                                    | 178                        |
| 4    | Oba-Oba do Recreio               | A Palavra Chave É...                                                                            | Laerte Gulini                                                                 | 177                        |
| 5    | Tradição Barreirense de Mesquita | O Povo Faz a Festa                                                                              | Moisés Ganga                                                                  | 176                        |
| 6    | Esperança de Nova Campina        | Zé Keti, a Voz do Morro                                                                         | Marcelo Ribeiro Zanardi, Elizabeth Dias Borges e Cíntia Carvalho Gonzaga      | 175                        |
| 7    | Canários das Laranjeiras         | Muitos Anos de Luta, Muitos Anos de Glórias... 70 Anos de Canários das Laranjeiras na História! | André Luiz Santos da Silva “Dedeco”, Agnaldo Corrêa, Hélio Juber e Soca Silva | 172                        |
| 8    | Unidos da Laureano               | Carnaval É Festa do Povo                                                                        | Felipe Pinheiro de Oliveira                                                   | 171                        |
| 9    | Mocidade Unida de Manguariba     | Ler e Escrever, Toda Criança Quer Saber                                                         | Cláudio Fontes                                                                | Desclassificado (Artigo 5) |